# François Verret
Pour les articles homonymes, voir Verret.
François Verret est un danseur et chorégraphe français né le 1er avril 1955.

## Biographie
Architecte de formation, François Verret découvre la danse en 1975 avec Karine Saporta. Après un séjour chez Hideyuki Yano et chez Elsa Wolliaston, il crée sa compagnie en 1979. En 1980, il présente Tabula rasa au Concours chorégraphique international de Bagnolet et reçoit le premier prix (il recevra également deux prix du Ministère de la culture en 1980 et 1983). Il est dès lors un chorégraphe important du mouvement de la Nouvelle danse française, notamment par ses approches scénographiques.
En 1994, il ouvre à Aubervilliers un nouveau lieu consacré à la danse. Il y travaille notamment avec Mathilde Monnier ou Claudia Triozzi et en abandonne la direction en 2001. Il est aujourd'hui artiste associé au Théâtre national de Bretagne à Rennes.
En 2014, il est en résidence à L'Apostrophe, scène nationale à Cergy (Val-d'Oise) où il propose un projet au long cours pour quatre ans : Chantiers 2014-2018. Dans le cadre de ce projet, qu'il développe ensuite sur plusieurs villes (Strasbourg, Le Mans, Nîmes, Tarbes), il crée Rhapsodie Démente (2015), Le Pari (2017) et 1000 jours qui ébranlèrent le monde (création en 2018/2019).

## Quelques œuvres
- 1980 : Tabula rasa
- 1986 : La Chute de la maison de carton
- 1991 : Le Vent de sa course
- 1992 : Où commencer ?
- 1994 : Nous sommes des vaincus
- 1996 : Rapport pour une académie
- 1997 : Qui voyez-vous ?
- 1997 : Memento
- 1998 : Kaspar Konzert
- 2000 : Bartleby
- 2003 : Chantier-Musil
- 2004 : Contrecoup
- 2006 : Sans retour
- 2006 : In the Back of my Mind
- 2009 : Do You Remember No I Don't
- 2011 : Courts-Circuits
- 2012 : Raptus
- 2012 : No focus
- 2014 : Chantier 2014-2018
- 2015 : Rhapsodie Démente
- 2017 : Le Pari

## Prix et distinctions
- 1980 : Concours chorégraphique international de Bagnolet
- 2002 : Prix Chorégraphie de la SACD